# Narathura indra
Narathura indra är en fjärilsart som beskrevs av Evans 1957. Narathura indra ingår i släktet Narathura och familjen juvelvingar. Inga underarter finns listade i Catalogue of Life.